# Spellemannprisen 1987
Der Spellemannpris 1987 war die 16. Ausgabe des norwegischen Musikpreises Spellemannprisen. Die Nominierungen berücksichtigten Veröffentlichungen des Musikjahres 1987. Die Verleihung der Preise fand im Januar 1988 statt. In der Kategorie „Årets Spellemann“ wurde Jørn Hoel ausgezeichnet, den Ehrenpreis („Hedersprisen“) erhielt Dissimillis.

## Verleihung
Die Preisverleihung fand am 16. Januar 1988 im Osloer Chateau Neuf statt. Durch den Abend führte die Moderatorin Rita Westvik. Die Veranstaltung wurde vom Norsk rikskringkasting (NRK) übertragen. Es gab Live-Auftritte von unter anderem Sissel Kyrkjebø und DeLillos. In jeder der Kategorien entschied eine fünfköpfige Fachjury. In der Kategorie für die klassische Musik gab es mehr Nominierungen als in den anderen Genres. Dies wurde mit einer ungewöhnlich hohen Zahl an Veröffentlichungen in diesem Bereich begründet.

## Gewinner
| Kategorie                                                               | Gewinner                    | Werk                         |
| ----------------------------------------------------------------------- | --------------------------- | ---------------------------- |
| Folkemusikk/Gammaldans (Volksmusik/Gammaldans)                          | Arve Moen Bergset           | Arvesølv                     |
| Hederspris (Ehrenpreis)                                                 | Dissimillis                 | –                            |
| Klassisk Musikk/Samtidsmusikk (Klassische Musik, zeitgenössische Musik) | Oslo Filharmoniske Orkester | Sjostakovitsj: Symfoni nr. 5 |
| Visesang (Weisengesang)                                                 | Kari Bremnes                | Mitt ville hjerte            |
| Åpen Klasse (Offene Klasse)                                             | Dollie de Luxe              | Which Witch                  |
| Årets Barneplate (Kinderplatte des Jahres)                              | Gustav Lorentzen            | Ludvigsens Hostesaft         |
| Årets Country-Plate (Country-Platte des Jahres)                         | Cato Sanden                 | Once A Hero                  |
| Årets Jazz-Plate (Jazz-Platte des Jahres)                               | Bjørn Johansen              | Take one                     |
| Årets Pop-Plate (Pop-Platte des Jahres)                                 | Tomboy                      | Back To The Beat             |
| Årets Rock-Plate (Rock-Platte des Jahres)                               | TNT                         | Tell no tales                |
| Årets Spellemann (Spellemann des Jahres)                                | Jørn Hoel                   | –                            |

## Nominierte
Folkemusikk/Gammaldans
- Arve Moen Bergset: Arvesølv
- Hallvard T. Bjørgum, Torleiv H. Bjørgum: Dolkaren
- Gunnar Stubseid, Ale Möller mit Braathen Berg: Rameslåtten

Klassisk Musikk/Samtidsmusikk
- Oslo Filharmoniske Orkester: Sjostakovitsj: Symfoni nr. 5
- Oslo Filharmoniske Orkester: Tsjaikovski: 1812-ouverture
- Robert Riefling: Robert Riefling interprets Bach
- Truls Otterbech Mørk: Samtidsmusikk for cello solo
- Gregor Zubicky, Terje Tønnesen, Lars Anders Tomter, Truls Mørk: Mozart/Carlstedt/Britten

Visesang
- Kari Bremnes: Mitt ville hjerte
- Kine Hellebust, Anders Rogg: Mot Yttersida
- Lars Klevstrand: Her!

Åpen Klasse
- Ingrid Bjoner, Jonas Fjeld, Ola B. Johannessen: Neonlys på Wergeland
- Dollie de Luxe: Which Witch
- Jon Eberson, Sidsel Endresen: Pigs And Poetry

Årets Barneplate
- Gustav Lorentzen: Ludvigsens Hostesaft
- Maj Britt Andersen: Tida går så altfor fort
- Visvas: Barneval

Årets Country-Plate
- Cato Sanden: Once A Hero
- Olav Stedje: Eg kjem likevel
- Ottar Johansen: Big Hand

Årets Jazz-Plate
- Bjørn Johansen: Take one
- Per Husby Orchestra: Your eyes
- Speak Low: Speak low

Årets Pop-Plate
- Anita Skorgan: White Magic
- Fra Lippo Lippi: Light And Shade
- Tomboy: Back To The Beat

Årets Rock-Plate
- DeLillos: Før var de morsomt med sne
- Marius Müller: Boom boom
- TNT: Tell no tales

Årets Spellemann
- Jørn Hoel
- Oslo Filharmoniske Orkester
- Tomboy